# Altrom
Altrom este un grup de companii din România, aflată în posesia omului de afaceri Gabriel Popoviciu.
Din grupul Altrom fac parte următoarele companii:
- Parc Hotels, proprietara hotelurilor Best Western Parc și Turist din București
- Grand Plaza Hotel SA, deținătoare a hotelului Howard Johnson Grand Plaza din București
- US Food Network, care deține în franciză lanțul de restaurante KFC din România[2]